# Białka proste
Białka proste – białka zbudowane wyłącznie z aminokwasów. Przykładami takich białek są histony, albuminy i globuliny.